# Kalanchoe chapototii
Kalanchoe chapototii är en fetbladsväxtart som beskrevs av R.-hamet och Perrier. Kalanchoe chapototii ingår i släktet Kalanchoe och familjen fetbladsväxter. Inga underarter finns listade i Catalogue of Life.